# Macayo 1ra. Sección
Macayo 1ra. Sección är en ort i Mexiko.   Den ligger i kommunen Reforma och delstaten Chiapas, i den sydöstra delen av landet, 600 km öster om huvudstaden Mexico City. Macayo 1ra. Sección ligger 20 meter över havet och antalet invånare är 478.
Terrängen runt Macayo 1ra. Sección är mycket platt. Runt Macayo 1ra. Sección är det tätbefolkat, med 411 invånare per kvadratkilometer. Närmaste större samhälle är Cárdenas, 18,4 km väster om Macayo 1ra. Sección. Omgivningarna runt Macayo 1ra. Sección är en mosaik av jordbruksmark och naturlig växtlighet.